# Patrik Kühnen
Patrik Kühnen (Puttlingen, 11 de febrero de 1966) es un jugador de tenis alemán. En su carrera ha conquistado 3 torneos ATP y su mejor posición en el ranking de individuales fue Nº43 en mayo de 1989, en el de dobles fue Nº28 en julio de 1993.

## Dobles
| N.º | Fecha | Torneo                       | Superficie | Pareja        | Oponentes en la final           | Resultado |
| --- | ----- | ---------------------------- | ---------- | ------------- | ------------------------------- | --------- |
| 1.  | 1987  | Fráncfort del Meno, Alemania | Moqueta    | Boris Becker  | Scott Davis David Pate          | 6–4, 6–2  |
| 2.  | 1988  | Róterdam, Holanda            | Moqueta    | Tore Meinecke | Magnus Gustafsson Diego Nargiso | 7–6, 7–6  |
| 3.  | 1993  | Doha, Dubái                  | Dura (i)   | Boris Becker  | Shelby Cannon Scott Melville    | 6–4, 6–2  |